# Scoville Jenkins
Scoville Jenkins (* 23. September 1986 in Atlanta) ist ein ehemaliger US-amerikanischer Tennisspieler.

## Karriere
Am 16. August 2004 erreichte Jenkins als erster Afroamerikaner mit gerade einmal 17 Jahren den Titel im Einzel der USTA Hartplatz-Spiele für Junioren.
Im Jahr 2005 nahm Jenkins an den US Open teil und gewann das Spiel gegen den Schweizer George Bastl. Im zweiten Match unterlag er in einer spannenden Begegnung dem Spanier Rafael Nadal. Im Jahr 2006 verpasste Jenkins die Qualifikation für Wimbledon nur knapp, als er gegen Joshua Goodall in einem Match mit drei Tie-Breaks verlor. Bei den US Open 2007 musste Jenkins gleich in der ersten Runde gegen den Weltranglistenersten und Titelverteidiger Roger Federer spielen, gegen den er mit 3:6, 2:6, 4:6 chancenlos blieb.
Jenkins bestritt sein letztes Profimatch im Februar 2010 in San José, wo er in der ersten Runde der Qualifikation gegen seinen Landsmann Ryler DeHeart verlor. Er wird seit Januar 2011 nicht mehr in den Weltranglisten geführt.

## Erfolge
| Legende (Anzahl der Siege)  |
| Grand Slam                  |
| ATP World Tour Finals       |
| ATP World Tour Masters 1000 |
| ATP World Tour 500          |
| ATP World Tour 250          |
| ATP Challenger Tour (1)     |

### Doppel

#### Turniersiege
| Nr. | Datum         | Turnier   | Belag     | Partner        | Finalgegner                 | Ergebnis |
| --- | ------------- | --------- | --------- | -------------- | --------------------------- | -------- |
| 1.  | 31. Juli 2005 | Lexington | Hartplatz | Bobby Reynolds | Roger Anderson Rik De Voest | 6:4, 6:4 |